# 浅井理
浅井 理（あさい おさむ）は、NHKのアナウンサー。

## 人物
岐阜県岐阜市出身。東京大学農学部、同大学院農学生命科学研究科修了後、2014年入局。
初任地は鳥取放送局。2017年津放送局を経て、2021年4月東京アナウンス室に異動。

## 嗜好・挿話
- 大学院時代はイルカの遺伝子について研究をしていた[5]。
- お笑いコンビ・おぎやはぎのファンである事を公言している[6]。

## 出演
☆印は現在出演（担当）中。
鳥取放送局時代（2014年度 - 2016年度）
- 鳥取のニュース・気象情報等

津放送局時代（2017年度 - 2020年度）
- ほっとイブニングみえ（2017年4月 - 2018年3月） - メインキャスター
- まるっと!みえ（2018年4月 - 2021年3月） - メインキャスター（三輪秀香と隔週で出演）
- 高専ロボコン2020 東海北陸地区大会（NHK総合、2020年11月23日） - 司会

東京アナウンス室時代（2021年度 - ）
- サイエンスZERO（2021年4月4日 - 、キャスター）☆
- あさイチ（2021年4月 - ） - リポーター☆
- らじるの時間
- まるっと!みえ（2021年11月15日 - 17日） - メインキャスター（勤務経験のある津放送局の応援要員）
- ダーウィンが来た!（2024年6月2日- ） - ナレーション☆